# Ochelari stenopici

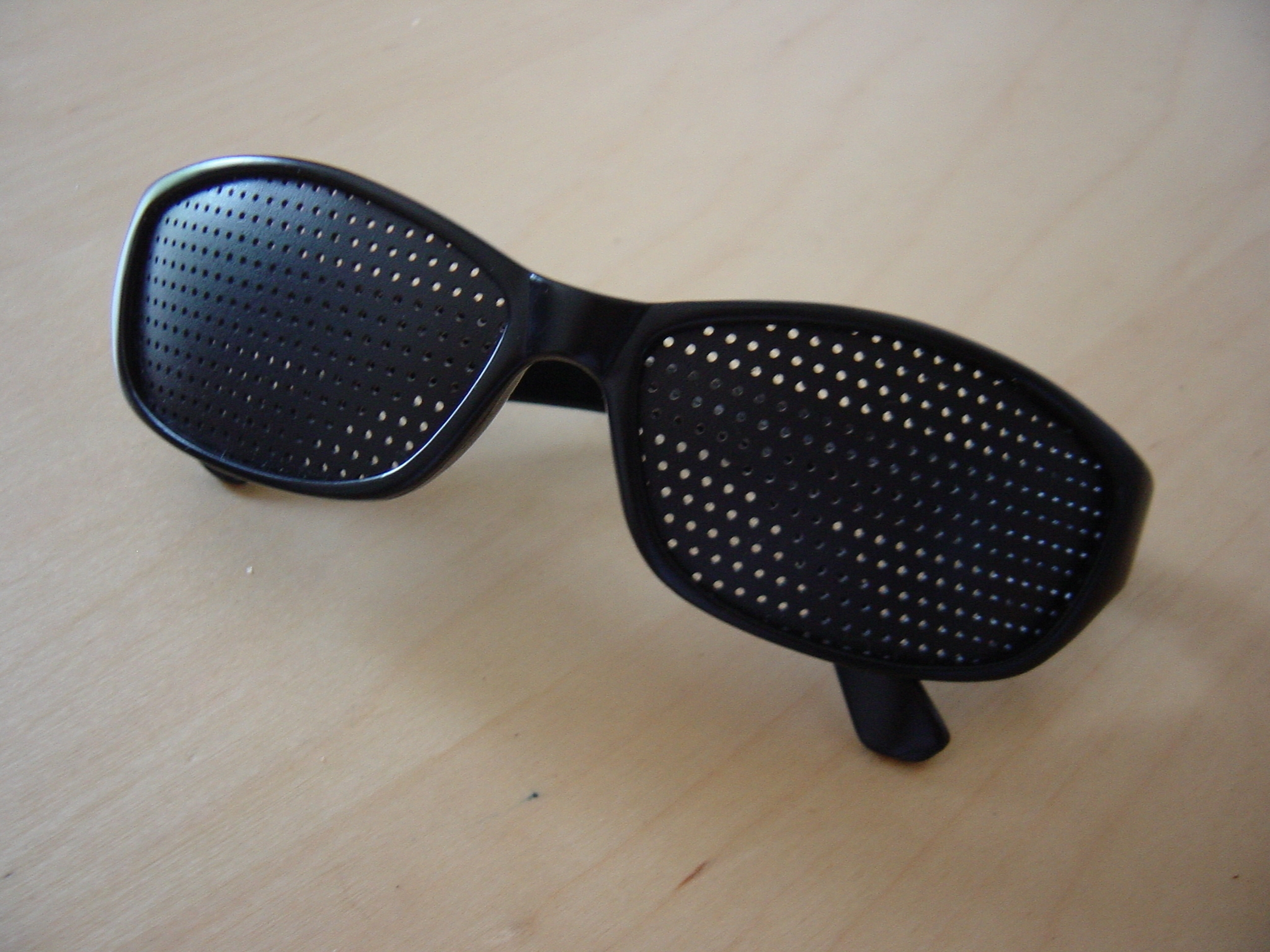
Pereche de ochelari stenopici fabricați dintr-o masă plastică de culoare neagră.

Ochelarii stenopici, denumiți și pinhole, sunt ochelari de vedere care în loc de lentile au un material opac perforat, având un principiu de funcționare asemănător cu cel al camerelor de fotografiat stenopice sau pinhole, care nu utilizează lentile. Aceștia induc o imagine mai clar pentru persoanele care suferă de ametropie.

## Utilizare
Fiecare perforație permite doar unui fascicul de lumină foarte îngust să ajungă la ochi, ceea ce duce la o aberație optică redusă și o creștere a profunzimii câmpului vizual în cazul ochilor sănătoși. La ochii ce prezintă erori de refracție puntea comună dintre fiecare două găuri adiacente, prin care două raze de lumină diferite provenind de la același obiect (dar fiecare trecând printr-o gaură diferită) sunt difractate înapoi spre ochi și în zone diferite de pe retină. Acest tip de ochelari reduc luminozitatea și vederea periferică, fapt pentru care nu ar trebui să fie utilizați în timpul conducerii vehiculelor sau folosirii utilajelor.
S-a demonstrat în urma unor studii faptul că ochelarii stenopici îmbunătățesc acuitatea vizuală, focalizarea și amplitudinea de acomodare, însă pot de asemenea să scadă anumiți parametri calitativi ai vederii, reducând sensibilitatea de câmp vizual, sensibilitatea de contrast și stereoscopia. De aceea, sunt necesare precauții suplimentare în timpul condusului, jucării sporturilor sau în timpul manipulării instrumentelor.